# Quicksand
Quicksand ist eine US-amerikanische Post-Hardcore- und Hardcore-Band der 1990er Jahre aus New York. Die Gruppe löste sich bisher zweimal auf und fand 2012 ein drittes Mal zusammen.

## Geschichte
Die Bandmitglieder sind Walter Schreifels, Tom Capone, Sergio Vega und Alan Cage. Nach seinem Ausstieg bei den Gorilla Biscuits hatte Schreifels 1989 gemeinsam mit dem Gorilla-Biscuits-Schlagzeuger Luke Abbey und einigen anderen das Projekt Moondog gegründet, dem auch schon der Gitarrist Tom Capone angehörte. Aus diesem Projekt wurde nach kurzer Zeit und einigen Besetzungswechseln Quicksand. 1993 wurde das erste Album der Gruppe, Slip, bei Polydor Records veröffentlicht. Zwei Jahre später folgte Manic Compression, das bei Island Records erschien und es bis auf Platz 135 in den amerikanischen Albumcharts brachte. Beide Werke wurden mit dem Produzenten Don Fury aufgenommen. 
1995 trennte sich die Band, eine Wiedervereinigung im Jahr 1997 erwies sich als kurzlebig.
Bandleader Walter Schreifels gründete später die Gruppe Rival Schools. Vega versuchte sich als Solokünstler, ab 2008 bei den Deftones als Ersatz für Chi Cheng, während sich Capone und Cage weiteren, weniger bekannten Bands anschlossen.
Seit 2012 sind die Musiker wieder mit Quicksand aktiv. Die Gruppe spielte 2013 auf dem Pukkelpop Festival in Belgien sowie 2014 bei Rock am Ring und Rock im Park.

## Stil
Im Vergleich zum vom Punk geprägten NY-Hardcore-Sound waren Quicksands Songs musikalisch anspruchsvoller, länger und von häufigen Tempowechseln geprägt. Dazu kam der charakteristische Gesang von Walter Schreifels, der oft gegen Rhythmus und Melodie der Songs gebürstet war.

## Diskografie

### Alben
- 1993: Slip (Polydor Records)
- 1995: Manic Compression (Island Records)
- 2017: Interiors (Epitaph Records)
- 2021: Distant Populations (Epitaph Records)

### EPs und Singles
- 1990: Quicksand (4-Song-EP, Revelation Records)
- 1992: Dine Alone (7″-Single, Polydor Records)
- 1993: Fazer (CD-Single, Polydor Records)
- 1993: Dine Alone (CD-Single, Polydor Records)
- 1993: Omission (CD-Single, Polydor Records)
- 1993: Freezing Process (CD-Single, Polydor Records)
- 1994: Divorce (7″-Single, Island Records)
- 1995: Thorn in My Side (CD-Single, Island Records)
- 1995: Landmine Spring (CD-Single, Island Records)
- 1995: Delusional (CD-Single, Island Records)
- 2025: Split. Quicksand / Hot Water Music (Split-EP, Equal Vision Records)